# Enter Shikari
Enter Shikari je čtyřčlenná anglická hudební skupina založená v roce 2003.
Na svém prvním albu Take to the Skies kombinují zdánlivě neslučitelné hudební žánry – Trance a Hardcore, za což byli oceněni John Peel Award For Musical Innovation (hudební inovace) v rámci NME Awards. Deska zaznamenala i velký komerční úspěch (4. místo v britské hitparádě). Vyšly z ní 4 singly („Mothership", „Sorry You're Not a Winner/OK Time for Plan B", „Anything Can Happen in the Next Half Hour" a „Jonny Sniper"), v říjnu 2007 byla vydána i v USA, a to na labelu Tiny Evil. V roce 2009 vychází druhé album Common Dreads, které je více melodické a elektronické. Common Dreads si ihned získává velkou pochvalu hudebních kritiků.
V roce 2011 nahráli Enter Shikari v thajském studiu Karma svoji třetí desku, která vyšla na začátku roku 2012 a nese název A Flash Flood Of Colour. První singl Sssnakepit vyšel 19. září 2011 a mezi fanoušky sklidil velmi dobré ohlasy.

## Zajímavosti
- Předcházející kapelou většiny členů byla Hybryd. Jejími členy byli Reynolds, Batten a Rolfe.
- Název si dali podle jména lodi „Shikari", kterou vlastnil příbuzný jednoho člena skupiny.
- „Shikari" v některých jazycích znamená „lovec" (např. v Hindštině, Nepálštině Paňdžábštině, Urdštině a Perštině)
- Enter Shikari měli vystoupit na festivalu Rock for People 2007, avšak manažer skupiny přehlédl, že v datum vystoupení mají už jiný koncert v Anglii. Skupina tudíž oznámila, že nepřijede. Manažer byl nucen odejit a kapela se českému publiku představila na tomto festivalu v roce 2008.
- V roce 2007 vystoupila skupina jako předkapela Linkin Park v Brně
- V roce 2009 vystoupila skupina na festivalu OAMF Trutnov
- V roce 2009 vystoupili jako předkapela na Invaders Must Die tour skupiny The Prodigy.
- V roce 2012 vystoupila na festivalu Rock for People.
- V roce 2015 vystoupila na festivalu Mighty Sounds.
- V roce 2016 vystoupila na festivalu Rock for People.
- V roce 2018 vystoupila na festivalu Rock for People.
- V roce 2022 vystoupila na festivalu Rock for People.
- V roce 2023 vystoupila na festivalu Mighty Sounds.

## Diskografie

### Studiová alba
- 2007 – Take to the Skies
- 2009 – Common Dreads
- 2012 – A Flash Flood Of Colour
- 2014 – The Mindsweep
- 2017 – The Spark
- 2020 – Nothing Is True & Everything Is Possible
- 2023 – A Kiss for the Whole World

### Kompilace
- 2007 – The Zone
- 2010 – Tribalism

### EP
- 2003 – Nodding Acquaintance EP
- 2003 – Sorry You're Not a Winner EP
- 2004 – Anything Can Happen in the Next Half Hour EP
- 2013 – Rat Race EP

### Singly
- 2006 – „Mothership"
- 2006 – „Sorry You're Not a Winner/OK Time for Plan B"
- 2007 – „Anything Can Happen in the Next Half Hour"
- 2007 – „Jonny Sniper"
- 2008 – „We Can Breathe In Space, They Just Don't Want Us to Escape"
- 2009 – „Juggernauts"
- 2009 – „No Sleep Tonight"
- 2010 – „Thumper"
- 2010 – „Destabilise"
- 2011 – „Quelle Surprise"
- 2011 – „Sssnakepit"
- 2011 – „Gandhi Mate, Gandhi"
- 2012 – „Arguing With Thermometers"
- 2012 – „Warm Smiles Do Not Make You Welcome Here"
- 2013 – „Hello tyranosaurus, meet tyranicide"
- 2013 – „The paddington frisk"
- 2013 – „Radiate"
- 2013 – „Rat race"
- 2016 – „Redshift"
- 2016 – „Hoodwinker"